# Sven-Michael Slottko
Sven-Michael Slottko (* 8. August 1941) ist ein ehemaliger deutscher Manager. Er war in leitender Funktion für verschiedene Versicherer in Deutschland tätig.

## Leben
Slottko stieg im August 1985 zum Vorstandsmitglied bei der Alten Leipziger auf. Als Vertriebsvorstand der Alten Leipziger Versicherungsgruppe übernahm er zum Jahreswechsel 1987/88 auch den Vertrieb der Bausparkasse des Konzerns. In der Folge galt er als Kandidat für die Nachfolge von Josef Osburg als Vorstandsvorsitzer ab Januar 1989. Obwohl er sich bei der Lösung der Vertriebsprobleme der Alten Leipziger bewährt hatte, wurde im Februar 1988 zwar sein Aufstieg zum stellvertretenden Vorstandsvorsitzenden bekanntgegeben, jedoch der Kapitalanlagevorstand Hanns-Jürgen Weigel als Unternehmensleiter vorgezogen.
Als für das Privatkundengeschäft zuständiger stellvertretender Vorstandsvorsitzender wechselte Slottko im Herbst 1989 zur von der Deutschen Bank neu gegründeten Lebensversicherungs-AG der Deutschen Bank. Dort galt er von Anfang an als designierter Nachfolger des Vorstandschefs Johann Wieland. Insbesondere mit dem Vertrieb der Versicherungsprodukte durch die Bankberater in den Filialen der Bank sowie weiteren Innovationen wuchs der Versicherer unter seiner Verantwortung schnell und 1991 stieg er schließlich zum Vorstandsvorsitzenden auf. Unter seiner Leitung wurde mit der Firmen-Lebensversicherungs-AG der Deutschen Bank im Sommer des Jahres ein Spezialversicherer für betriebliche Altersversorgung gegründet. Nachdem die Deutsche Bank 1992 beim Deutschen Herold eingestiegen war, übergab Deutsche-Bank-Vorstand Georg Krupp konzernintern Herold-Chef Hans Dieter Ritterbex die Leitung der Versicherungsaktivitäten. Daraufhin verließ Slottko zum 1. Juni 1993 das Unternehmen und wechselte zur Berlinischen Leben.
Im Januar 1994 stieg Slottko als Nachfolger des in Ruhestand gegangenen Ottokar Griem zum Vorstandsvorsitzenden auf, nach Übernahme einer Mehrheitsbeteiligung von 75 Prozent an der Hamburger Lebensversicherung zum 1. Januar 1995 übernahm er bei der neuen Tochtergesellschaft einen Platz im Aufsichtsrat. 1998 verkauften die Münchener Rück und die Allianz ihre Anteile an der Berlinischen Leben an den britischen Versicherungskonzern CGU, der die Gesellschaft in die Delta Lloyd eingliederte. Slottko übernahm den Vorstandsvorsitz der Delta Lloyd Deutschland.
Zum 1. Januar 2001 übernahm Paul Medendorp den Vorsitz sowohl bei der Delta Lloyd Deutschland als auch der Berlinischen Leben, Slottko wechselte in den Aufsichtsrat. Zum 1. Dezember 2002 wurde er ordentliches Mitglied des Vorstands der Gutingia Lebensversicherung, schied aber bereits zum 1. August 2003 aus dem Vorstand aus und wechselte in den Aufsichtsrat. Im Juni 2004 schied er aus dem Aufsichtsrat der Delta Lloyd Deutschland und weiteren Unternehmen des Konzerns aus. Im August des Jahres wurde er zum Vorsitzenden des Aufsichtsrates bei der Gutingia gewählt. Im Juli 2005 kehrte er in den Vorstand zurück und blieb diesem auch nach der Übernahme der Gesellschaft durch Fortis im selben Jahr erhalten. Im Sommer 2008 trat er in den Ruhestand.
Slottko engagierte sich ehrenamtlich in der Schularbeit, so saß er – lange Zeit auch als Vorsitzender – bis Mai 2019 im Vorstand des Frankfurter Vereins für Internationale Jugendarbeit. 